# Австралийская нематалоза
Австралийская нематалоза (лат. Nematalosa erebi) — вид лучепёрых рыб из семейства сельдевых (Clupeidae). Распространены в Австралии и Новой Гвинее. Максимальная длина тела 48 см.

## Описание
Тело сжато с боков, относительно высокое, его высота составляет от 34 до 47 % стандартной длины тела. Тело покрыто мелкой циклоидной легкоопадающей чешуёй. Задние края чешуй не зазубрены. Вертикальных рядов чешуи 40—46, в латеральных рядах 40—45 чешуй. На голове чешуи нет. Рыло тупое, закруглённое. Голова и рот маленькие. Рот нижний, наружный край нижней челюсти выпячен наружу. Окончание верхней челюсти доходит до вертикали, проходящей через передний край глаза. Жаберные крышки гладкие, без костных полосок. Передний край предкрышки с мясистой областью треугольной формы. Многочисленные жаберные тычинки мелкие; длина тычинок в два раза меньше длины жаберных лепестков. Вдоль всей средней линии брюха тянется киль из 25—31 приострённых чешуй, из них 14—18 расположены до основания брюшных плавников и 11—14 за основанием брюшных плавников. В коротком спинном плавнике 14—19 мягких лучей. Последний луч преобразован в длинный филамент. Анальный плавник короче длины головы, с 17—26 мягкими лучами. В грудных плавниках 14—18 мягких лучей. Аксиллярная чешуйка у основания грудных плавников рудиментарная или отсутствует. Брюшные плавники с 8 лучами расположены в средней части брюха на уровне основания спинного плавника; первый луч неразветвлённый. Хвостовой плавник выемчатый.
Общая окраска тела и головы — серебристая, иногда спина с серовато-зелёным оттенком. В нерестовый период появляется ржаво-красный оттенок, особенно вокруг рта. У представителей некоторых популяций за жаберными крышками есть тёмное пятно.
Максимальная длина тела 48 см, обычно 15—20 см.

## Биология
Австралийские нематалозы обитают в водоёмах с медленным течением или стоячей водой. Встречаются как в верхнем течении рек, так и в нижнем; иногда выходят в эстуарии. Избегают горных ручьёв с высокими скоростями протока. Обнаружена в озёрах, в том числе с солёной водой. Выдерживают солёность воды, близкую к океанической. Толерантны к температуре от 9 до 38 °С и рН 4,8—8,6; но чувствительны к снижению концентрации растворённого в воде кислорода.

### Питание
Наблюдаются онтогенетические сдвиги в спектре питания австралийских нематалоз. Особи длиной 40—49 мм питаются только зоопланктоном (Moinidae и Calanoida). По мере роста возрастет значение детрита. Взрослые особи питаются преимущественно детритом, доля которого в рационе составляет 84,6 %, а на долю зоопланктона (Calanoida, Moinidae и Cyclopoida) приходится всего 13,7 %. Состав рациона также зависит от гидрологических условий в водоёме. В период паводков питаются преимущественно донными водорослями, а в периоды низкой воды переходят на питание детритом и нитчатыми водорослями.

### Размножение
В нижнем течении реки Муррей австралийские нематалозы созревают в возрасте 2—3 года. Самки впервые созревают при средней длине тела 20 см, а самцы — при длине тела 16 см. Нерестятся в декабре — январе при температуре 21—23 С. Плодовитость высокая, варьирует от 33000 до 880 тысяч икринок, возрастает по мере роста рыб. Икра мелкая, средний диаметр 0,83 мм. Мелкие личинки угревидной формы непигментированы, за исключением линии меланофоров вдоль верхнего края кишечника и одиночного меланофора перед клейтрумом..

## Ареал
Австралийские нематалозы широко распространены в водоёмах Австралии от реки Ашбертон (Западная Австралия) до Квинсленда и от Северной территории до речной системы Муррей —  Дарлинг и Южной Австралии. Встречаются в озере Эйр. На острове Новая Гвинея распространены на юго-западе, в частности в реке Дигул.

## Взаимодействие с человеком
Имеют ограниченное промысловое значение в Южной Австралии. В озёрах ловят жаберными сетями, а в реках — ловушками. В 2000—2010 годах ежегодный вылов варьировал от 200 до 600 тонн. Используют в качестве наживки при промысле омаров.